# Mehmed Ali Pasja
Mehmed Ali Pasja, geboren als Ludwig Karl Friedrich Detroit (Magdeburg, 18 november 1827 – Đakovica (Kosovo), 7 september 1878) was een Ottomaans militair. 
Detroit werd geboren als zoon van een hofmuzikant aan het Pruisische hof. Zoals de achternaam reeds suggereert, stamde de familie af van Franse hugenoten. Hij maakte zijn middelbareschoolopleiding in Maagdenburg niet af maar ging voortijdig van school om handelaar te worden. In 1843 verliet Detroit zijn vaderland door op een Mecklenburgs schip als scheepsjongen aan te monsteren.
In de haven van Constantinopel deserteerde de jongeman uit angst voor zijn tirannieke kapitein. Dit deed hij door in het water te springen. Toevallig werd hij door de latere grootvizier Ali Effendi gered. Deze nam hem in bescherming, en onder zijn hoede volgde Karl Detroit de Osmaanse militaire school. Inmiddels had hij zich tot de islam bekeerd onder de naam Mehmed Ali. 
Mehmed Ali doorliep een glanzende militaire carrière. In de Krimoorlog werd hij bevorderd tot majoor, waarna hij in Montenegro (1861) en op Kreta (1867) veldtochten meemaakte. In 1865 werd hij tot brigadegeneraal en tot pasja bevorderd. Tussen 1875 en 1876 was Mehmed Ali in Bosnië gestationeerd, en in 1877 werd hij tot maarschalk benoemd. In deze capaciteit stond het gehele Osmaanse leger in Bulgarije onder zijn bevel. De politiek was hem minder gunstig gezind en op 2 oktober 1877 werd hij van zijn post ontheven. 
Na de val van Plevna werd hij echter op 9 januari 1878 opnieuw bevorderd, ditmaal tot opperbevelhebber van het reserveleger. Dit was een belangrijke benoeming, want na de val van Plevna lag de weg naar Constantinopel open voor de Russen. De verdediging van Constantinopel hing af van het reserveleger.
Tijdens het Congres van Berlijn was Mehmed Ali een van de leden van de Osmaanse afvaardiging, die door Alexander Karatheodory Pasja werd geleid. Het idee van de Osmaanse regering was dat de geboren Duitser wellicht een goede aansluiting kon maken met de Duitse gastheren van het congres. Het bleek een blunder: Bismarck en de meeste hogere Duitse militairen en diplomaten zagen Mehmed Ali als een verrader en geloofsverzaker, en zagen zijn deelname aan het congres als een belediging.
Na het Congres werd Mehmed Ali direct naar het grensgebied tussen Montenegro en Albanië gestuurd om daar een opstand tegen de Ottomanen neer te slaan. Op 7 september 1878 werd hij, 50 jaar oud, door opstandelingen in het plaatsje Đakovica gedood.
De Duitse schilder Anton von Werner heeft Mehmed Ali op zijn beroemde schilderij van het Berlijnse Congres vereeuwigd. De Turkse dichter Nazim Hikmet is een verre afstammeling van hem.